# Judith Brandner

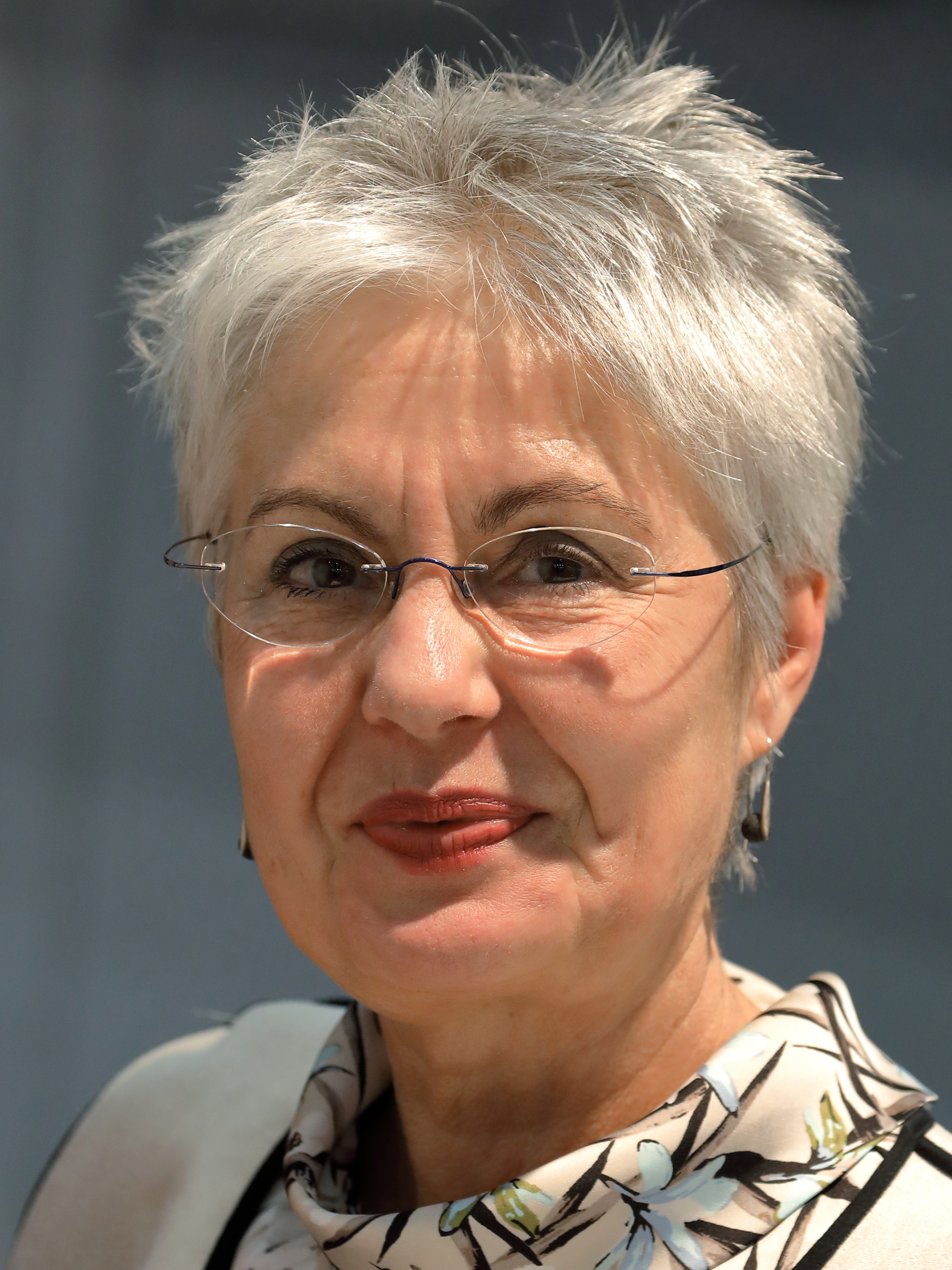
Judith Brandner (2019)

Judith Brandner (* 15. April 1963 in Salzburg) ist eine österreichische Journalistin und Publizistin.

## Leben
Nach der Matura 1981 am Bundesrealgymnasium Salzburg wurde sie akademisch geprüfte Übersetzerin für Englisch und Japanisch (1987). 2004 erwarb sie ein Bakkalaureat in Japanologie und Übersetzungswissenschaften.
Brandner war von 1984 bis 1997 Redakteurin beim ORF-Auslandsdienst auf Kurzwelle (später Radio Österreich International). 1987/88 gehörte sie der österreichischen Außenhandelsdelegation Tokio an. 1994/95 war sie ORF-Auslandskorrespondentin in Kyoto, Japan. 1997 wurde sie freie Mitarbeiterin bei ORF Radio Österreich 1. Sie moderiert die Ö1-Sendung Radiokolleg. Überdies erschienen Reportagen und Features u. a. bei SRG DRS 2, SWR2, RAI Südtirol, HR und Deutschlandradio und Artikel in überregionalen Zeitungen und Zeitschriften wie Die Zeit, Der Standard, Die Presse und WOZ Die Wochenzeitung.
Sie lehrt am VHS polycollege in Wien. 2002 war sie Lehrbeauftragte am Institut für Ostasienwissenschaften der Universität Wien und 2014 am Institut für Japanologie. 2009, 2011/12 und 2014 Gastprofessorin an der Städtischen Universität Nagoya.

## Auszeichnungen
- 1998: Menschenrechtspreis des Presseclubs Concordia
- 2005: Herta-Pammer-Preis der Katholischen Frauenbewegung Österreichs
- 2005: Medienpreis des Österreichischen Normungsinstituts
- 2006: Förderpreis für journalistische Leistungen im Interesse der Familien
- 2008: Prälat-Leopold-Ungar-JournalistInnenpreis
- 2009: JournalistInnenpreis der Zentralstelle Österreichischer Landesjagdverbände
- 2012: Nominierung für den Dr.-Karl-Renner-Publizistikpreis
- 2013: Willy und Helga Verkauf-Verlon Preis für antifaschistische Publizistik

## Veröffentlichungen

### Schriften (Auswahl)
- Reportage Japan. Kratzer im glänzenden Lack (= Picus Reportagen). Picus-Verlag, Wien 2011, ISBN 978-3-85452-997-2
- Reportage Japan. Außer Kontrolle und in Bewegung (= Picus Reportagen). Picus-Verlag, Wien 2012, ISBN 978-3-7117-1017-8
- Zuhause in Fukushima. Das Leben danach. Porträts. Mit Fotos von Katsuhiro Ichikawa, Kremayr & Scheriau, Wien 2014, ISBN 978-3-218-00906-5

### Sonstige (Auswahl)
- Deutschlandfunk.de, Dossier, 4. März 2016: Japanische AKW. Tagelöhner am Reaktor.